# Л'Ермітьєр
Л'Ермітьє́р (фр. L'Hermitière) — колишній муніципалітет у Франції, у регіоні Нормандія, департамент Орн. Населення — 265 осіб (2011).
Муніципалітет був розташований на відстані близько 145 км на південний захід від Парижа, 125 км на південний схід від Кана, 45 км на схід від Алансона.

## Історія
До 2015 року муніципалітет перебував у складі регіону Нижня Нормандія. Від 1 січня 2016 року належав до нового об'єднаного регіону Нормандія.
1 січня 2016 року Л'Ермітьєр, Жемаж, Маль, Ла-Руж, Сент-Аньян-сюр-Ерр i Ле-Тей було об'єднано в новий муніципалітет Валь-о-Перш.

## Демографія
Динаміка населення (INSEE ):
Розподіл населення за віком та статтю (2006):
| Стать | Всього | До 15 років | 15-24 | 25-44 | 45-64 | 65-85 | Понад 85 |
| --- | ------ | ----------- | ----- | ----- | ----- | ----- | -------- |
| Чоловіки | 144    | 40          | 24    | 40    | 40    | 0     | 0        |
| Жінки | 128    | 32          | 12    | 48    | 36    | 0     | 0        |
| \| Статево-вікова піраміда \| Статево-вікова піраміда \| Статево-вікова піраміда \| \| ----------------------- \| ----------------------- \| ----------------------- \| \| Чоловіки \| Вік \| Жінки \| \| 0 \| 85 + \| 0 \| \| 0 \| 80-84 \| 0 \| \| 0 \| 75-79 \| 0 \| \| 0 \| 70-74 \| 0 \| \| 0 \| 65-69 \| 0 \| \| 4 \| 60-64 \| 0 \| \| 20 \| 55-59 \| 16 \| \| 8 \| 50-54 \| 12 \| \| 8 \| 45-49 \| 8 \| \| 36 \| 40-44 \| 16 \| \| 0 \| 35-39 \| 28 \| \| 0 \| 30-34 \| 0 \| \| 4 \| 25-29 \| 4 \| \| 8 \| 20-24 \| 8 \| \| 16 \| 15-20 \| 4 \| \| 12 \| 10-14 \| 12 \| \| 20 \| 5-9 \| 8 \| \| 8 \| 0-4 \| 12 \| |        |             |       |       |       |       |          |
| Статево-вікова піраміда |        |             |       |       |       |       |          |
| Чоловіки | Вік    | Жінки       |       |       |       |       |          |
| 0 | 85 +   | 0           |       |       |       |       |          |
| 0 | 80-84  | 0           |       |       |       |       |          |
| 0 | 75-79  | 0           |       |       |       |       |          |
| 0 | 70-74  | 0           |       |       |       |       |          |
| 0 | 65-69  | 0           |       |       |       |       |          |
| 4 | 60-64  | 0           |       |       |       |       |          |
| 20 | 55-59  | 16          |       |       |       |       |          |
| 8 | 50-54  | 12          |       |       |       |       |          |
| 8 | 45-49  | 8           |       |       |       |       |          |
| 36 | 40-44  | 16          |       |       |       |       |          |
| 0 | 35-39  | 28          |       |       |       |       |          |
| 0 | 30-34  | 0           |       |       |       |       |          |
| 4 | 25-29  | 4           |       |       |       |       |          |
| 8 | 20-24  | 8           |       |       |       |       |          |
| 16 | 15-20  | 4           |       |       |       |       |          |
| 12 | 10-14  | 12          |       |       |       |       |          |
| 20 | 5-9    | 8           |       |       |       |       |          |
| 8 | 0-4    | 12          |       |       |       |       |          |

## Економіка
2010 року серед 178 осіб працездатного віку (15—64 років) 127 були активними, 51 — неактивною (показник активності 71,3%, у 1999 році було 73,8%). З 127 активних мешканців працювало 111 осіб (61 чоловік та 50 жінок), безробітними було 16 (9 чоловіків та 7 жінок). Серед 51 неактивної 15 осіб було учнями чи студентами, 25 — пенсіонерами, 11 були неактивними з інших причин.

У 2010 році в муніципалітеті числилось 96 оподаткованих домогосподарств, у яких проживали 268,0 особи, медіана доходів виносила 17 574 євро на одного особоспоживача